# Памятник Константину Циолковскому (Долгопрудный)

Памятник К.Э. Циолковскому в Долгопрудном.

Памятник Константину Эдуардовичу Циолковскому в Долгопрудном (Московская область) был установлен в 1991 году на улице академика Лаврентьева около дома номер 1. 
Торжественная церемония открытия прошла 1 сентября.
Автором памятника является Заслуженный художник России скульптор Ю. Иванов, архитектором – В. Шестернин.

## История
Первоначально памятник был размещён лицом к стоящему недалеко кинотеатру, позднее памятник развернули таким образом, чтобы лицом он был направлен в сторону Дирижабельной улицы. В этот же период позади памятника в сквере были установлены метеорологические ракеты и кабина дирижабля, которые вошли в единую композицию с ним.
Решение об установке памятника в Долгопрудном было принято в связи с тем, что ранее находившийся на территории города научно-производственный комбинат «Дирижаблестрой» в 1933 году заключил договор с К.Э. Циолковским на предмет его консультационного участия в работе над проектами этого комбината.
Впервые идея об установке памятника Циолковскому в Долгопрудном возникала ещё в 1935 году, однако на тот момент этот замысел не нашёл воплощения. 

## Описание памятника
Памятник представляет из себя скульптурную группу, в которую входит бюст К.Э. Циолковского, оригинал кабины дирижабля, помещённый позади памятника, и три метеорологические ракеты (также являются оригиналами, которые были доставлены сюда для установки в памятный комплекс).
Сам бюст выполнен из бронзы, Циолковский на нём изображён в пожилом возрасте. На учёном нет головного убора, по вороту одежды заметно, что художник изобразил его в одежде разночинца. Бюст помещён на высокий постамент из красного гранита, на котором чуть ниже середины выбита надпись:
«Циолковский»
Три ракеты, установленные позади памятника, представляют из себя три различных типа метеорологических ракет, они размещены по высоте от большой к малой, и все покрыты краской белого цвета.
Около них расположены пояснительные таблички с указанием типа и описанием их базовых характеристик.